# بوربور وسطي (مقاطعة دلفان)
بوربور وسطي (بالفارسية: بوربور وسطی) هي قرية تقع في قسم كاكاوند الغربي الريفي (مقاطعة دلفان) في إيران. يقدر عدد سكانها بـ 38 نسمة .